# 인화분청
인화분청(印花粉靑)은 청자기의 표면을 상감으로 장식한 상감분청계 분청자기의 한 예이다. 고려청자의 상감법을 간화(簡化)한 방법으로 그릇의 전면을 흰색의 세점(細點) 또는 세화문(細花紋)으로 장식했다. 여기에서 무늬는 양각한 도제(陶製) 또는 목제범(木製範)으로 표면을 누르거나 때려서 음각무늬를 만들고 거기에 백토(白土)를 바른 것이다. 무늬의 구상(構想)이나 배치, 새기는 과정이 모두 생략되고 질이 나쁜 청자색을 은폐하는 이점을 가졌다. 분청자기 중에서 상류급에 속하며, 이 그릇들은 기형(器形)은 외반구연(外反口緣)의 <사발> <매병(梅甁)> <광구호(廣口壺)> <다종형(茶鍾形)> 등으로 나뉜다. 요지(窯址)로는 고령요(高靈窯)가 유명하다. 기면에 명문(銘紋)을 가진 것이 다수 있다.